# HMS Queen Mary

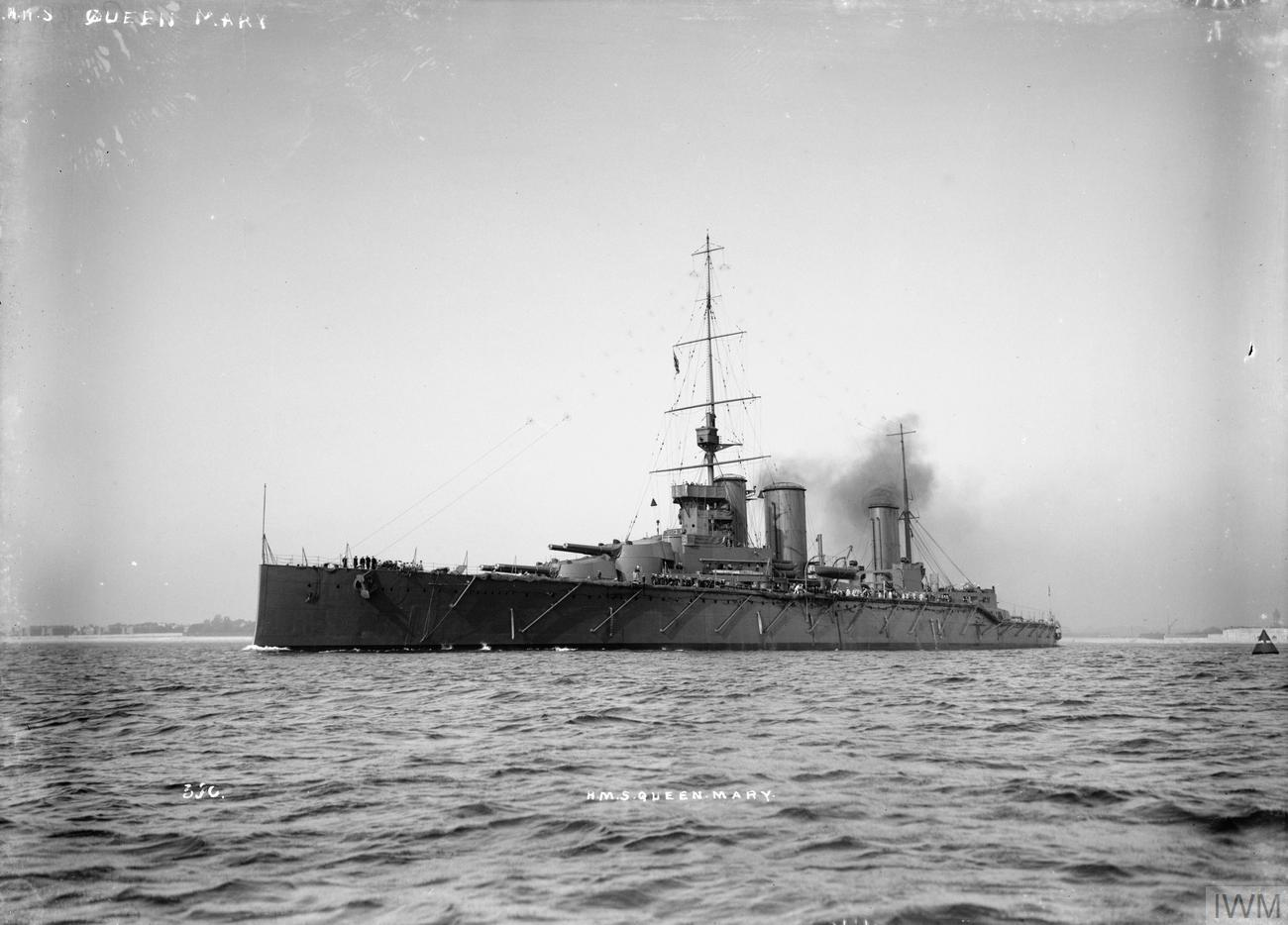
HMS Queen Mary.

HMS Queen Mary var den sista slagkryssaren som byggdes för brittiska Royal Navy innan första världskriget. Hon var det enda fartyget i hennes klass men delade många egenskaper med Lion-klassen, inklusive hennes åtta 13,5-tums (343 mm) kanoner. Hon färdigställdes 1913 och deltog i slaget vid Helgolandsbukten som en del av Grand Fleet 1914. Liksom de flesta av de moderna brittiska slagkryssarna lämnade hon aldrig Nordsjön under kriget. Som en del av 1:a slagkryssareskadern försökte hon genskjuta en tysk styrka som bombarderade Englands kust i Nordsjön i december 1914, men misslyckades. Hon låg inne för översyn i början av 1915 och missade slaget vid Doggers bankar i januari, men deltog i flottans största sammandrabbning i kriget, slaget vid Jylland i mitten av 1916. Hon träffades två gånger av den tyska slagkryssaren Derfflinger under tidiga delen av slaget och hennes ammunitionsmagasin exploderade kort därefter och sänkte fartyget.
Vraket efter henne upptäcktes 1991 och hon ligger i bitar, varav några är upp och ner, på Nordsjöns botten. Queen Mary betecknas som en skyddad plats under Protection of Military Remains Act 1986 eftersom det är grav till 1 266 officerare och sjömän.